# Ропотово (Северная Македония)
Ропотово (макед. Ропотово) — село в Республики Македония, в общине Долнени в Пелагонийском регионе страны.
Село расположено в котловине Пелагония в долине Прилепско-Поле, к северо-западу от города Прилеп.

## История
В XIX веке село было населённым пунктом в Османской империи (Прилепская каза), 1873 году в «Этнографии вилаетов Адрианополь, Монастырь и Салоники» изданной в 1878 году в Константинополе упоминается о 109 болгарах и 10 цыганах населявших село. В 1900 году в Ропотово (Ропотоо) проживали: болгары-христиане — 196 чел. и цыгане — 10 чел. В 1905 году 128 жителей села Ропотово были прихожанами церкви Болгарской екзархии. На этнической карте северо-западной Македонии 1929 года приведённой Селищевым А. М., Ропотово обозначено, как село с болгарским и цыганским населением.

## Население
По результатам переписи 2002 года население села — 546 жителей, из них македонцы — 545 чел.

## Социально значимые объекты
В селе есть восьмилетняя школа «им. Гёрче Петрова» и амбулатория.

## Спорт
В Ропотово есть футбольный клуб «Илинден».